# リア・マーティンデール
リア・シモーネ・マーティンデール＝スタンシル（Leah Simone Martindale-Stancil, 1978年6月27日 - ）は、バルバドス・ブリッジタウン出身の元女子競泳選手。1996年アトランタオリンピック50m自由形のファイナリスト（5位）。50m自由形でオリンピックの決勝に進出した初の黒人女性であり、オリンピックの競泳競技で決勝に進出した初のバルバドス人でもある。結婚後はリア・スタンシルとして知られる。

## 経歴

### 大学
フロリダ州ゲインズビルのフロリダ大学に進学し、1998年から2002年までの4年間でNCAAオール・アメリカに12回選出された。NCAA選手権ではリレー種目で決勝を泳ぎ、SEC選手権では50y・100y自由形、リレー種目で表彰台に上り、2002年にはSEC選手権の女子総合優勝に貢献した。個人種目では50y・100y自由形、100yバタフライでフロリダ大学記録を樹立。
2002年に心理学の学士号、2006年にスポーツとエクササイズ心理学の修士号を取得した。

### 国際大会
1995年11-12月、リオデジャネイロで開催された世界短水路選手権の50m自由形と100m自由形で決勝に進出したが、50m自由形は25秒42の5位（3位と0秒02差）、100mは55秒21の5位（3位と0秒52差）に終わり、メダル獲得とはならなかった。
1996年7月、アトランタで開催されたオリンピックの50m自由形で決勝に進出し、オリンピックの50m自由形で決勝に進出した史上初の黒人女性、オリンピックの競泳競技で決勝に進出した史上初のバルバドス人となった。迎えた決勝では25秒49のバルバドス新記録を樹立するも、エイミー・ヴァン・ダイケン（24秒87）、楽靖宜（24秒90）、サンドラ・フォルカー（25秒14）、エンジェル・マルティーノ（25秒31）に次ぐ5位に終わり、メダルに0秒35及ばなかった。
1997年4月、ヨーテボリで開催された世界短水路選手権の50m自由形で25秒32の5位に終わり、2大会連続の決勝に進出するもメダルに0秒49及ばなかった。

## 人物・エピソード
- 大学卒業後、アメリカで働くためにグリーンカードを取得しようとしていた時に父親を亡くした[11]。
- テュレーン大学ヘッドコーチ時代の2019年6月に乳癌（HER2）が発覚。リンパ節に転移もあり、7月から化学療法が開始されたが、闘病中もコーチの仕事は続けていた。化学療法薬の投与、放射線治療、両乳房切除手術など、約1年間の治療プロセスを経て回復した[12]。

## 家族
2006年8月にマイケル・スタンシルと結婚。ノア、エマ、グレースと3人の子供を持つ。

## コーチ歴

### 大学
- フロリダ大学・ボランティアアシスタントコーチ（2003年 - 2005年）[13]
- サバンナ芸術工科大学（英語版）・アシスタントコーチ（2005年 - 2006年）[13]
- サウスカロライナ大学・アシスタントコーチ（2006年 - 2008年）[13]
- フロリダ大学・アシスタントコーチ（2008年 -2018年）[13]
- テュレーン大学・ヘッドコーチ（2018年 - 2022年）[4]
- ルイジアナ州立大学・アソシエイトヘッドコーチ（2022年 - 現在）[4]

### 代表
- バルバドス代表・ヘッドコーチ（2020年東京オリンピック）[14]

## 殿堂・アワード
- バルバドス年間最優秀女子スポーツ選手（1995年、1996年、1997年）[4]

## 世界大会の成績
世界水泳連盟のウェブサイト参照
| 年             | 大会             | 場所             | 種目           | 結果           | 記録           | 備考           |
| バルバドス代表 | バルバドス代表   | バルバドス代表   | バルバドス代表 | バルバドス代表 | バルバドス代表 | バルバドス代表 |
| -------------- | ---------------- | ---------------- | -------------- | -------------- | -------------- | -------------- |
| 1995           | 世界短水路選手権 | リオデジャネイロ | 50m自由形      | 5位            | 25秒42         |                |
| 1995           | 世界短水路選手権 | リオデジャネイロ | 100m自由形     | 5位            | 55秒21         |                |
| 1995           | 世界短水路選手権 | リオデジャネイロ | 100mバタフライ | 予選22位       | 1分03秒87      | バルバドス記録 |
| 1996           | オリンピック     | アトランタ       | 50m自由形      | 5位            | 25秒49         | バルバドス記録 |
| 1996           | オリンピック     | アトランタ       | 100m自由形     | B決勝4位       | 56秒03         | バルバドス記録 |
| 1997           | 世界短水路選手権 | ヨーテボリ       | 50m自由形      | 5位            | 25秒32         |                |
| 1997           | 世界短水路選手権 | ヨーテボリ       | 100m自由形     | B決勝8位       | 56秒20         |                |
| 1998           | 世界選手権       | パース           | 50m自由形      | B決勝7位       | 26秒19         |                |
| 1998           | 世界選手権       | パース           | 100m自由形     | 予選36位       | 58秒19         |                |
| 2000           | オリンピック     | シドニー         | 50m自由形      | 予選23位       | 26秒05         |                |
| 2000           | オリンピック     | シドニー         | 100m自由形     | 予選24位       | 57秒21         |                |
| 2001           | 世界選手権       | 福岡             | 50m自由形      | 予選26位       | 26秒15         |                |
| 2001           | 世界選手権       | 福岡             | 100m自由形     | 予選27位       | 56秒93         |                |
| 2001           | 世界選手権       | 福岡             | 50mバタフライ  | 予選23位       | 28秒27         |                |

## 自己ベスト
世界水泳連盟、バルバドス水泳連盟のウェブサイト参照
| 種目           | 記録      | 日付          | 大会                   | 場所             | 備考             |
| 長水路         | 長水路    | 長水路        | 長水路                 | 長水路           | 長水路           |
| -------------- | --------- | ------------- | ---------------------- | ---------------- | ---------------- |
| 50m自由形      | 25秒49    | 1996年7月26日 | オリンピック           | アトランタ       | バルバドス記録   |
| 100m自由形     | 56秒03    | 1996年7月20日 | オリンピック           | アトランタ       | バルバドス記録   |
| 50mバタフライ  | 28秒18    | 2002年7月30日 | コモンウェルスゲームズ | マンチェスター   | バルバドス記録   |
| 100mバタフライ | 1分03秒49 | 1997年7月     |                        |                  | バルバドス記録   |
| 短水路         |           |               |                        |                  |                  |
| 50m自由形      | 24秒97    | 1995年12月1日 | バルバドス選手権       |                  | バルバドス記録   |
| 100m自由形     | 54秒75    | 1995年12月1日 | バルバドス選手権       |                  | バルバドス記録   |
| 50mバタフライ  | 27秒04    | 1998年1月22日 | ワールドカップ         | シドニー         | バルバドス記録   |
| 100mバタフライ | 1分03秒87 | 1995年12月2日 | 世界短水路選手権       | リオデジャネイロ | 元バルバドス記録 |